# 未来简史
《未来简史：从智人到智神》（希伯來語：ההיסטוריה של המחר），是以色列历史学家尤瓦尔·赫拉利所寫的一本書，前作《人类简史》的續篇。

## 内容概要
该书着手研究智人未来的可能性，概述了在21世纪，人类可能会做出重大尝试来获得幸福、永生和类神力量。在整本书中，哈拉瑞基于过去和现在，以各种方式推测了将来实现这一雄心壮志的方法。

## 获奖
《時代雜誌》将其列为其2017年十大非小说类书籍之一。该书还获得了2017年惠康基金会图书奖。

## 外部連結
- Public conversation on the book （页面存档备份，存于） with BBC producer at London's Emmanuel Centre on 5 September 2016 – 1 hour 31 minutes, including Q&A. Intelligence Squared/YouTube
- Book review of Homo Deus: A Brief History of Tomorrow[永久]. In Med Health Care and Philos (2018). Retrieved 16 August 2018.